# Річард Аптон
Річард Аптон (англ. Richard Upton, 1 січня 1975) — австралійський плавець.
Призер Чемпіонату світу з водних видів спорту 1998 року.
Призер Чемпіонату світу з плавання на короткій воді 1995, 1997 років.
Призер Пантихоокеанського чемпіонату з плавання 1995, 1997 років.